# Фридрих III фон Гозек
Фридрих III фон Гозек (нем. Friedrich III. von Goseck; ок. 1065 — 5 февраля 1085) — граф Путелендорфа. Единственный сын пфальцграфа Саксонии Фридриха II (ум. 1088) и его жены Гедвиги Баварской.
Около 1081 года женился на Адельгейде, дочери Лотаря Удо II фон Штаде, маркграфа Северной марки.
5 февраля 1085 года в Шейплитце Фридрих III был убит на охоте. Подробности случившегося неизвестны. В убийстве Фридриха III обвинили графа Тюрингии Людвига Скакуна. Согласно легенде, его арестовали и заточили в замок Гибихенштайн близ Галле. Там он провёл 3 года, ожидая казни. Спасся, выпрыгнув из башни замка в реку Заале, где его ожидал слуга с лодкой и конём. После этого он женился на Адельгейде, вдове Фридриха III.
Уже после смерти Фридриха III родился его сын — Фридрих IV, унаследовавший от деда пфальцграфство Саксонское. Также у него была дочь Берта, которая вышла замуж за лужицкого маркграфа Генриха фон Гройча.